# Río Juncalillo
Río Juncalillo är ett vattendrag   i Chile.   Det ligger i regionen Región de Valparaíso, i den mellersta delen av landet, 80 km nordost om huvudstaden Santiago de Chile.
Omgivningen kring  Río Juncalillo är ofruktbar med liten eller ingen växtlighet och området är ganska glesbefolkat, med 45 invånare per kvadratkilometer.